# Stanisław Błeszyński

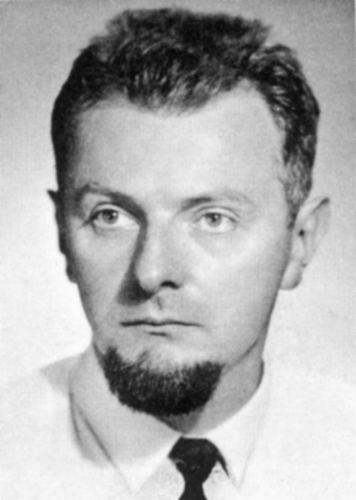
Stanisław Błeszyński

Stanisław Błeszyński (Krakau, 13 augustus 1927 – Bonn, 24 december 1969) was een Pools entomoloog. Hij was een expert op het gebied van de grasmotten (Crambidae).
Na zijn studie aan de Jagiellonische Universiteit te Krakau was hij verbonden aan de Poolse Academie van Wetenschappen bij het Instituut van systematische zoölogie. Van 1958 tot 1967 had hij er de leiding van het laboratorium voor insecten (later laboratium voor ongewervelden). In 1967 ging hij werken in Duitsland bij het Zoologisches Forschungsmuseum Alexander Koenig in Bonn. Hij overleed er na een auto-ongeval op 24 december 1969.
Een aantal grasmottensoorten zijn naar hem genoemd, waaronder Agriphila bleszynskiella Amsel, 1961; Japonichilo bleszynskii Okano, 1962; Euchromius bleszynskiellus Popescu-Gorj, 1964; en Euchromius bleszynskii Roesler, 1975. In 1961 gaf Lattin de naam Bleszynskia aan een geslacht van grasmotten; dit was een nieuwe naam voor Crambopsis Lattin, 1952 die reeds eerder bleek te zijn gebruikt.